# John Larsson
John Larsson (* 2. April 1938 in Stockholm; † 18. März 2022 in London) war von 2002 bis 2006 der 17. General der Heilsarmee.  Der als Sohn von Heilsarmee-Offizieren geborene Larsson studierte Musik in Dänemark, Chile, Argentinien und England. Er wurde mit dem „Bachelor of Divinity“ (London) ausgezeichnet. Seit 1957 ist er Offizier der Heilsarmee und war in England, Schottland, Chile, Neuseeland und Schweden stationiert. Zusammen mit seinem Amtsvorgänger John Gowans schrieb er diverse Musicals, wobei John Larsson für die Musik und John Gowans für den Text zuständig war.

## Musicals
- Take-Over Bid (1967)
- Hosea (1969)
- Jesus Folk (1972)
- Spirit (1973)
- Glory (1975)
- White Rose (1977)
- The Blood of the Lamb (1978)
- Son of Man (1982)
- Man Mark II (1985)
- The Meeting (1990)